# Maurits Cornelis Escher
Maurits Cornelis Escher (ur. 17 czerwca 1898 w Leeuwarden, zm. 27 marca 1972 w Hilversum) – holenderski malarz i grafik. Znany głównie dzięki swoim obrazom inspirowanym matematyką, które często przedstawiają iluzje optyczne.

## Życiorys

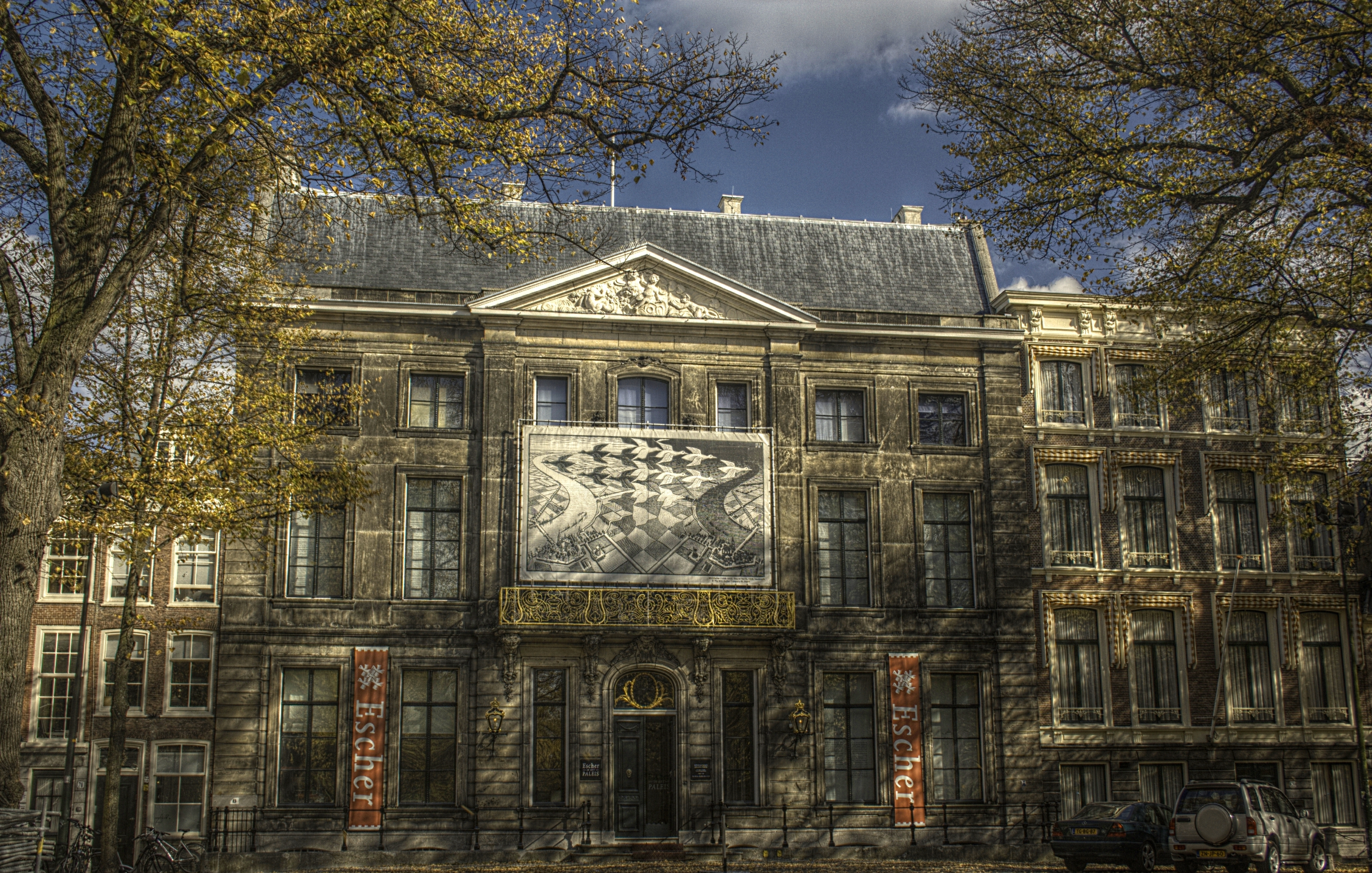
Muzeum Eschera w Hadze z jedną z jego prac

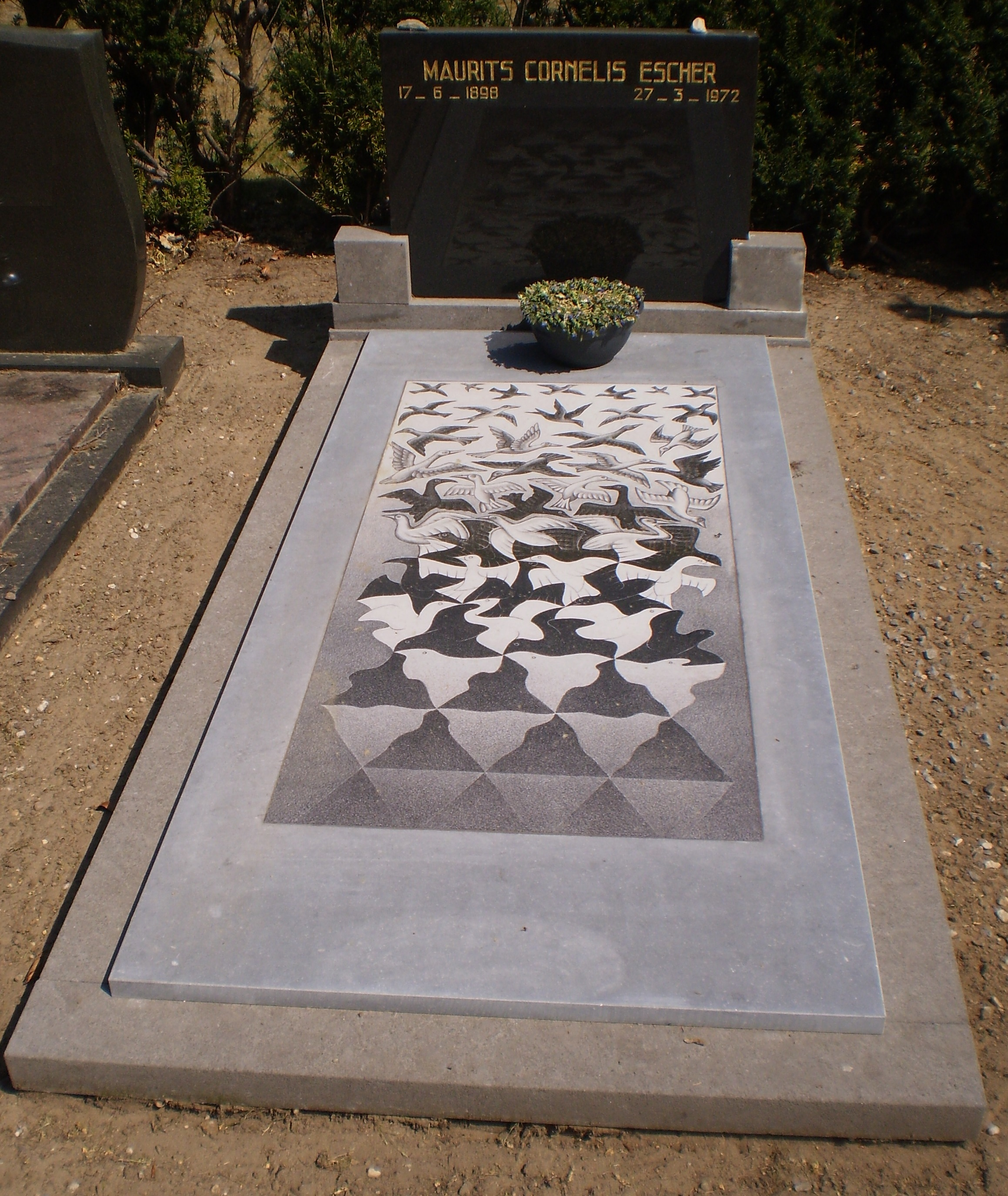
Grób Eschera z widoczną jedną z prac

Był najmłodszym synem inżyniera budownictwa George’a Arnolda Eschera i jego drugiej żony Sary Gleichman. W 1903 rodzina przeniosła się do Arnhem, gdzie uczęszczał do szkoły podstawowej i średniej do 1918 roku. Znany przyjaciołom i rodzinie jako „Mauk” – był chorowitym dzieckiem i został umieszczony w szkole specjalnej w wieku siedmiu lat; oblał drugą klasę. Chociaż celował w rysunku, jego oceny były mierne. Do trzynastego roku życia pobierał lekcje stolarstwa i gry na fortepianie. Pierwsze nauki z zakresu malarstwa pobierał w szkole średniej w Arnhem. Przeniósł się do miasta Haarlem i w 1918 wstąpił na Uniwersytet Techniczny w Delfcie. Następnie w latach 1919–1922 studiował w Szkole Architektury i Sztuk Dekoracyjnych, gdzie uczył się rysunku i sztuki wykonywania drzeworytów. Przez krótki czas studiował architekturę, ale nie zaliczył wielu przedmiotów, częściowo z powodu uporczywej infekcji skóry. Głównie uczył się sztuk dekoracyjnych pod kierunkiem grafika Samuela Jessurana de Mesquita.
W 1922 sporo podróżował. We Włoszech odwiedził Florencję, San Gimignano, Volterrę, Sienę i Ravello. W tym samym roku podróżował także po Hiszpanii, odwiedzając Madryt, Toledo i Granadę. Był pod wrażeniem włoskiej wsi, a w Granadzie – mauretańskiej architektury XIV-wiecznej Alhambry. Skomplikowane projekty dekoracyjne Alhambry, oparte na geometrycznych symetriach, z przeplatającymi się, powtarzającymi się wzorami w kolorowych płytkach lub rzeźbionymi w ścianach i sufitach, wywołały jego zainteresowanie matematyką i wywarły silny wpływ na jego twórczość.
Escher wrócił do Włoch i mieszkał w Rzymie od 1923 do 1935 roku. Podczas pobytu we Włoszech Escher poznał Jettę Umiker – Szwajcarkę, która podobnie jak on była zafascynowana tym krajem – ich ślub odbył się w 1924 roku. Para osiadła w Rzymie, gdzie ich pierwszy syn, Giorgio (George) Arnaldo Escher, został nazwany na cześć dziadka. Escher i Jetta mieli później jeszcze dwóch synów – Artura i Jana. We Włoszech powstała ponad połowa jego prac. Starał się przedstawić w swych dziełach wszystko to, co go otaczało i ocalić to od zapomnienia. Światową sławę zdobył jako autor grafik, w których – często z inspiracji matematycznych – formy przestrzenne były ukazywane w sposób sprzeczny z doświadczeniem wzrokowym.
Po dojściu do władzy Mussoliniego, Escher zdecydował się opuścić Włochy i w 1935 roku przeniósł się do Szwajcarii. W tym samym roku poczta holenderska zleciła Escherowi zaprojektowanie w znaczka pocztowego dla „Funduszu Lotniczego” (holenderski: Het Nationaal Luchtvaartfonds) i ponownie w 1949 zaprojektował znaczki holenderskie. Były to obchody 75. rocznicy Światowego Związku Pocztowego; inny wzór został wykorzystany przez Surinam i Antyle Holenderskie dla tego samego upamiętnienia.
Escher, który bardzo lubił i inspirował się pejzażami we Włoszech, był zdecydowanie nieszczęśliwy w Szwajcarii. W 1937 rodzina przeniosła się ponownie do Uccle (Ukkel), na przedmieściach Brukseli w Belgii.
II wojna światowa zmusiła ich do przeniesienia się w styczniu 1941 roku, tym razem do Baarn w Holandii, gdzie Escher mieszkał do 1970 roku. Większość najbardziej znanych dzieł Eschera pochodzi z tego okresu. Czasami pochmurna, zimna i wilgotna pogoda w Holandii pozwoliła mu skupić się na pracy.
Po 1953 Escher dużo pracował jako wykładowca akademicki. Planowana jego seria wykładów w Ameryce Północnej w 1962, została jednak odwołana z powodu choroby, która na pewien czas również uniemożliwiła mu tworzenie dzieł sztuki.
Dwukrotnie został odznaczony Orderem Oranje-Nassau w 1955 jako Kawaler i później w 1967 jako Oficer.
W lipcu 1969 ukończył swoją ostatnią pracę, duży drzeworyt z potrójną symetrią obrotową zatytułowany Snakes, w którym węże wiją się przez wzór połączonych pierścieni. Kurczą się do nieskończoności zarówno w kierunku środka, jak i krawędzi koła. Był wyjątkowo skomplikowany, wydrukowany przy użyciu trzech bloków, z których każdy został obrócony trzykrotnie wokół środka obrazu i precyzyjnie wyrównany, aby uniknąć przerw i nakładania się. Obraz oddaje zamiłowanie Eschera do symetrii, zazębiających się wzorów, a pod koniec życia o jego zbliżaniu się do nieskończoności.
W 1970 Escher przeniósł się do domu starców artystów Rosa Spier Huis w Laren, w którym posiadał własną pracownię.
Zmarł w szpitalu w Hilversum 27 marca 1972 roku w wieku 73 lat. Został pochowany na Nowym Cmentarzu w Baarn.